# 岡部恭英
岡部 恭英（おかべ やすひで、1972年（昭和47年）9月16日 - ）は、欧州サッカー連盟UEFAチャンピオンズリーグに関わる初のアジア人。慶應義塾大学卒業後、東南アジア、米国で商社勤務を経て、英国ケンブリッジ大学MBA取得。UEFA（欧州サッカー連盟）専属マーケティング代理店「TEAMマーケティング」シニアバイスプレジデント/アジア・パシフィック地域（APAC）代表。
Jリーグ元アドバイザー。NewsPicksプロピッカー。ボードウォーク顧問。HALF TIMEアドバイザー。
有楽町MSDプロデューサー。スポーツビジネスサミット（SBS）代表。日本スポーツビジネス大賞審査委員。
札幌国際大学客員教授。

## 略歴
大阪府豊中市生まれ、千葉県千葉市育ち。身長は174cm。血液型はO型。市立千葉高校サッカー部出身。
1996年慶応義塾大学商学部卒。慶應義塾体育会ソッカー部出身。
2006年英国ケンブリッジ大学MBA経営修士号取得。
2006年スイスUEFA（欧州サッカー連盟）専属マーケティング代理店「TEAMマーケティング」入社。UEFAチャンピオンズリーグで働く初のアジア人。シニアバイスプレジデント/アジア・パシフィック地域（APAC）代表。

## 著書・共著
- 『国際スポーツ組織で働こう!』 （共著）（日経BP 2016/12/16) ISBN 978-4822239893
- 『プロスポーツビジネス 私たちの成功事例』（共著）（東邦出版 2018/8/24) ISBN 978-4809414886
- 『学びをいかして海外ではたらく』（横山匡 監修)（くもん出版 2017/2/17）インタビュー記事 ISBN 978-4774325781

## 動画
- 『【世界のサッカービジネス最前線】サウジアラビアはサッカー界の覇者になるのか？／中国のサッカーバブルはなぜ崩壊したのか？【世界のサッカービジネスに最も詳しい日本人・岡部恭英】』（PIVOT 公式チャンネル）（2023/08/05）
- 『【世界の金持ちがJリーグを買う日】日本サッカー改造計画／Jリーグがアジアのプレミアリーグになるには？／会長選挙の行方／サッカービジネスを志す君へ【世界のサッカービジネスに最も詳しい日本人・岡部恭英】』（PIVOT 公式チャンネル）（2023/08/06）
- 『千葉のヤンキーがUEFAチャンピオンズリーグで働けた理由』（#シゴトズキ【フジテレビ公式】）（2021/12/14）
- 『就活しなかった男がMBAを取得し、世界で活躍するまで』（#シゴトズキ【フジテレビ公式】）（2021/12/17）

## 連載・記事
◽️ 連載『スポーツビジネスに挑む日本人たち』 CL放映権から見る世界の潮流（NewsPicks）
①『ヨーロッパの名門クラブは、アジアでパートナーを探している』（2015/5/19）
②『なぜ中国企業が「W杯放映権会社」を買収したのか？』（2015/5/26）
③『資金増で中国メディアも知的財産権を尊重し始めた』（2015/6/2）
④『日本の会社はプロダクティビティが低い？』（2015/6/9）
⑤『欧米での働き方：「セールス」と「アカウントマネジメント」は何が違う？』（2015/6/16）
⑥『アメリカのエグゼクティブは、なぜ欧州のスタジアムで感動するのか』（2015/6/30）
⑦『なぜプレミアとブンデスの放映権は3倍もの格差がついたのか？』（2015/7/14）
◽️ 連載『スポーツビジネスに挑む日本人たち』名門UCLAの流儀（NewsPicks）
①『なぜ日本人がUCLAバスケ部のヘッドマネージャーになれたのか』（2015/7/21）
②『UCLA伝説の名将の教え – Pyramid of Success』（2015/7/28）
◽️ 連載『スポーツビジネスに挑む日本人たち』日本サッカー協会名誉会長インタビュー（NewsPicks）
①『ロンドンの名門クラブにもぐり込み、サッカーの真髄を見た』（2015/8/18）
②『小倉名誉会長が語る「FIFAで活躍するために必要なこと」』（2015/8/25）
③『スポーツビジネスを志す若者への4つのアドバイス』（2015/9/1）
◽️ 連載『スポーツビジネスに挑む日本人たち』小牧次郎・スカパーJSAT 取締役インタビュー（NewsPicks）
①『読売が巨人を育てたように、スカパー！がＪリーグを発展させたい』（2015/9/15）
②『Ｊリーグの露出が減ったのはペイTVのせいなのか。ハリウッドモデルとの違い』（2015/9/16）
◽️ 記事
『放映権ビジネスの最前線に飛び込んだ日本人　岡部恭英　テレビ放映権セールスマネジャー』（東洋経済オンライン）（2009/1/1）
『岡部恭英×玉乃淳（前編）どんどん海外に出て行かないと、とてもじゃないけれど日本は世界で勝てない スペシャル対談』（TAMAJUN Journal）（2016/8/1）
『岡部恭英×玉乃淳（後編）準備が全て。徹底的にやれば誰でもできる スペシャル対談』（TAMAJUN Journal）（2016/8/2）
『CL放映権ビジネスに携わる日本人。岡部恭英が語る、3つのJリーグ改革。』（NumberWeb）（2013/01/28）
◽️ コラム
『【岡部恭英#1】欧州CLやELから浮かび上がる、欧州サッカーのビジネストレンド』（Half Time）（2019/7/3）
『【岡部恭英#2】キーワードは「Go West」と 「Go East」 欧州サッカーのグローバル戦略』（Half Time）（2019/7/4）
『【岡部恭英#3】欧州サッカービジネスを牽引する専門人材。そして日本人に求められる要素とは？』（Half Time）（2019/7/5）
◽️ ニュース
『イベントレポート前編：「スポーツを文化に」 北海道スポーツビジネスサミットin小樽が開催』（2019/08/02）